# 森晴蔵
森 晴蔵（もり せいぞう、1927年（昭和2年）12月15日 - 没年不明）は、京都府京都市出身のワキ方高安流能楽師。
師は岡次郎右衛門。1986年（昭和61年）に能楽協会に入会。その後は1991年（平成3年）まで活動記録が残る。